# Васюра Іван Іванович
Васю́ра Іва́н Іва́нович (*12 січня 1948) — Народний депутат України 2-го скликання.

## Біографія
На парламентських виборах 1994 року Васюра балотувався як кандидат від Селянської партії України (СелПУ) на посаду народного депутата України від Чигиринського виборчого округу (№ 428). У першому турі 27 березня ніхто з кандидатів не здобув понад 50% голосів виборців і на 10 квітня було призначене переголосування, в якому мали взяти участь Іван Васюра, який посів у березні перше місце, та його головний супротивник. Але останній 6 квітня зняв свою кандидатуру, через що Іван Васюра був обраний безальтернативно, отримавши 92,9% голосів. Верховна Рада України визнала його повноваження.
31 жовтня 1994 року Іван Васюра був обраний до складу Робочої групи з опрацюванню та підготовки до розгляду Верховною Радою України пакету проектів законів з питань оподаткування. Він також був членом груп народних депутатів України з міжпарламентських зв'язків з Данією та Францією.
На парламентських виборах 1998 року Іван Васюра знову балотувався до українського парламенту, тепер в одномандатному окрузі № 197 та як кандидат від Народної аграрної партії України, до лав якої він встиг вступити, залишивши СелПУ. Але здобути перемоги Іванові Васюрі не вдалося — він посів дев'яте місце з дванадцяти (1.165 голосів, 1,06%).